# درة خشك (أبو الفارس)
درة خشك (بالفارسية: دره خشک) هي منطقة سكنية تقع في إيران في قسم أبو الفارس الريفي. يقدر عدد سكانها بـ 103 نسمة بحسب إحصاء 2016.